# Port lotniczy Lubumbashi
Port lotniczy Lubumbashi (IATA: FBM, ICAO: FZQA) – międzynarodowy port lotniczy położony w Lubumbashi. Jest jednym z największych portów lotniczych w Demokratycznej Republice Konga.

## Linie lotnicze i połączenia
| Linia Lotnicza                 | Kierunek                                                  |
| ------------------------------ | --------------------------------------------------------- |
| Airlink                        | 1. Johannesburg                                           |
| Air Tanzania                   | 1. Dar es Salaam                                          |
| Compagnie Africaine d'Aviation | 1. Kalemie 2. Kamina 3. Kinszasa 4. Kolwezi 5. Mbuji-Mayi |
| Congo Airways                  | 1. Johannesburg 2. Kananga 3. Kinszasa 4. Mbuji-Mayi      |
| Ethiopian Airlines             | 1. Addis Abeba                                            |
| Kenya Airways                  | 1. Nairobi                                                |
| Mahogany Air                   | 1. Lusaka 2. Ndola                                        |
| RwandAir                       | 1. Kigali                                                 |